# Teatre Ruzafa
El Teatro Ruzafa de València va ser un teatre molt popular, especialitat en el gènere de les varietats, que va funcionar entre 1868 i 1973. Estava ubicat al barri de Pescadors de la ciutat de València. S'hi van presentar obres de Vicent Peydró i Díez i altres autors.
Surt mencionat a l'obra teatral ¡Ay, Carmela! (1987) de José Sanchis Sinisterra, ambientada en març de 1936.